# Окская улица (Москва)
О́кская у́лица — улица на юго-востоке Москвы между Волжским бульваром и Волгоградским проспектом с одной стороны и Рязанским проспектом с другой, проходит по районам Текстильщики, Кузьминки и Рязанскому району. С чётной стороны в части, примыкающей к Рязанскому проспекту, пересекается с улицей Фёдора Полетаева, в части, примыкающей к Волгоградскому проспекту — с Жигулёвской улицей. С 1965 по 2023 год улица была фактически разорвана на две отдельные части железнодорожной веткой, проходившей между станциями Новопролетарская и Старопролетарская. В рамках переноса части отстойных путей станции Старопролетарская ближе к Проектируемому проезду № 770А была проведена реконструкция «рязанской» половины Окской улицы с расширением проезжей части до двух полос движения в каждом направлении, а также её соединение с существующим участком от Волгоградского проспекта до Жигулёвской улицы. Сквозной проезд по улице был открыт 27 ноября 2023 года..

## Происхождение названия
Названа в 1964 году по реке Ока в связи с расположением улицы в юго-восточной части Москвы.

## Описание
Ближайшие станции метро — «Окская» Некрасовской линии, «Кузьминки», «Рязанский проспект», «Текстильщики» Таганско-Краснопресненской линии и «Текстильщики» Большой кольцевой линии. Часть улицы, расположенная ближе к метро «Кузьминки» и «Текстильщики», примерно на 50 % застроена новостройками. До 27 ноября 2023 года была разделена на 2 части малоиспользуемой железной дорогой. Часть, прилежащая к метро «Рязанский проспект», застроена старыми пяти- и девятиэтажками, а также ЖК «balance». В «новой» части улицы расположены несколько магазинов, парикмахерских, стоматологических кабинетов, нотариальная контора и отделение почты, в старой — магазины и православный храм построенный в честь преподобного Сергея Радонежского.

## Здания и сооружения
по нечётной стороне:
- ОАО «Москвичка»
- Храм преподобного Сергия Радонежского
- Гаражный кооператив
- Стройплощадка на месте комбината ЖБК-2
- ЖК «balance»

по чётной стороне:
- Магазин «Пятерочка»
- Магазин «Пятерочка» (бывшая «Копейка», до этого — прием стеклотары)
- № 14 корп. 3, № 16 — школа № 825
- № 16 корп. 2 — почтовое отделение 109117
- № 30 корп, 1 Отделение Пенсионного Фонда России